# Engeltje
Engeltje is een lied van de Nederlandse rapper Jebroer en dj's DJ Paul Elstak en Dr. Phunk. Het werd in 2017 als single uitgebracht en stond in 2019 als tweede track op het album Jebroer 4 life van Jebroer.

## Achtergrond
Engeltje is geschreven door Tim Kimman, Jordy Buijs en Paul Elstak. Het is een lied uit de genres nederhop en hardstyle waarin wordt gezongen over het hebben van een engel op de schouder voor geluk, omdat het leven tegenzit. Het is de opvolger van Kind van de duivel, waarop de drie artiesten ook al samenwerkten (Dr. Phunk als producer). Met het lied blijven ze opnieuw in het gelovige thema, maar nu met een engel in plaats van de duivel. Net zoals Kind van de duivel was het doel van de artiesten om met het lied het randje van wat gepast is op te zoeken. Het lied was niet bedoeld om in te gaan op de ophef die volgde na Kind van de duivel, waar het lijkt alsof met Engeltje een goedmaker uit werd gebracht. De single heeft in Nederland de platina status.
De videoclip is echter wel gemaakt als reactie op de ophef. In de videoclip wordt onder andere het schilderij Het Laatste Avondmaal van Leonardo da Vinci nagebootst en verkleedt Jebroer zich als Jezus. Daarnaast is er te zien dat een gelovige moeder Jebroer probeert te overuigen van haar geloof, wat als gevolg heeft dat het hoofd van Jebroer ontploft.

## Hitnoteringen
De artiesten hadden succes met het lied in zowel Nederland als België. In de Nederlandse Single Top 100 piekte het op de derde plaats  van de lijst. Het stond er totaal veertien in. De piekpositie in de Nederlandse Top 40 was de veertiende plaats in de acht weken dat het in deze hitlijst te vinden was. Het kwam tot de 26e plek van de Vlaamse Ultratop 50 en stond er vier weken in.